# Frank Delgado
Frank Delgado (Los Angeles, 29 november 1970) is een Amerikaans musicus. Hij is turntablist van de band Deftones, waar hij draaitafels, keyboard en sampler als instrumenten speelt.
Delgado maakte eerder gastoptredens op de bands eerste twee albums (Adrenaline en Around the Fur) voordat hij officieel een vast bandlid werd, vlak voor de release van Deftones' derde album White Pony. Daarvoor speelde hij in de band Socialistics uit Los Angeles, die vaak als openingsact voor de Deftones optraden.
Delgado gebruikt de draaitafels vaak als een sampler, waarmee hij subtiele geluiden en lagen in de muziek aanbrengt. Enkele voorbeelden hiervan zijn de solo's aan de eindes van "Fireal" en "Headup", de 'ademhaling' op "Minus Blindfold", de scratches op "My Own Summer (Shove It)"
, het gelach op "MX" en de 'waterige' geluiden op "Digital Bath".
Met het vierde album Deftones begon Delgado de nadruk meer te leggen op het gebruik van keyboards en synthesizers.
Delgado maakt naast zijn activiteiten bij de Deftones deel uit van de Decibel Devils, samen met DJ Crook van Team Sleep.